# Asemisch schrift

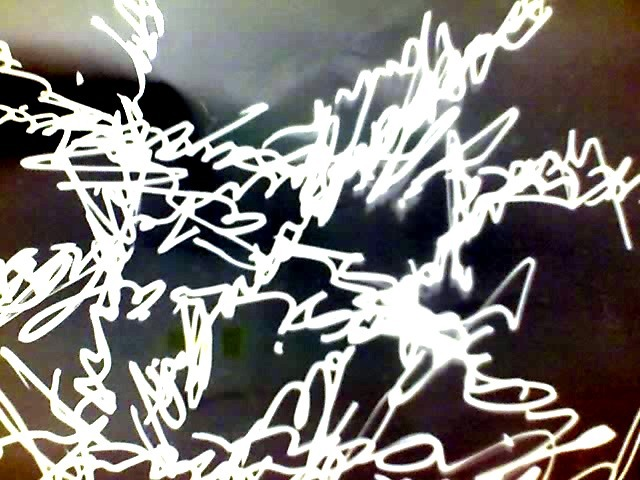
Asemisch

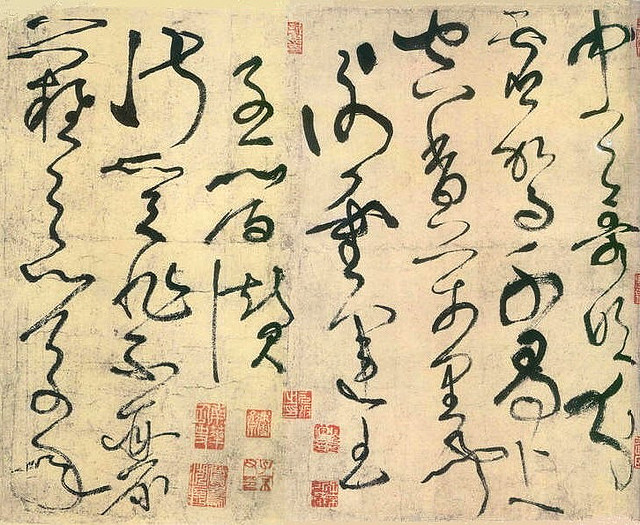
Van de hand van kalligraaf Zhang Xu

Asemisch schrift is een vorm van schrift met open semantische inhoud.
De term asemisch betekent zonder specifieke semantische inhoud.
Het object kan dus door verschillende lezers op een totaal verschillende manier worden gelezen. De taal van de schrijver en die van de lezer kunnen dezelfde of verschillend zijn.
Het Voynichmanuscript zou mogelijks een proto-asemisch geschrift kunnen zijn.